# Erebia assamana
Erebia assamana är en fjärilsart som beskrevs av Matsumura 1928. Erebia assamana ingår i släktet Erebia och familjen praktfjärilar. Inga underarter finns listade i Catalogue of Life.